# Mooracra canobolas
Mooracra canobolas är en insektsart som beskrevs av Rentz, D.C.F. 1990. Mooracra canobolas ingår i släktet Mooracra och familjen Gryllacrididae. Inga underarter finns listade i Catalogue of Life.